# 格諾亞涅齊河
格諾亞涅齊河（烏克蘭語：Гноєнець），是烏克蘭的河流，位於該國西部利沃夫州，屬於什克洛河的左支流，發源自利斯諾維奇東南面，流經戈羅多克區和亞沃里夫區，河道全長19公里，流域面積114平方公里。